# Jella von Zednik
Gabriele „Jella“ Zednik-Zeldegg, bis 1919 Zednik Edle von Zeldegg, Pseudonym: Jella Maurer (* 15. September 1856 in Nagybecskerek, Banat; † 31. Oktober 1924 in Wien) war eine österreichische Lehrerin, Schriftstellerin und Übersetzerin.

## Leben
Zedniks war die Tochter eines höheren Offiziers und lebte mit ihren Eltern zunächst an verschiedenen Orten. 1871 zog sie nach Prag und arbeitete als Lehrerin. Ab 1914 lebte sie in Wien.
Sie verfasste Gedichte und Erzählungen, außerdem war sie als Übersetzerin tätig. Häufig publizierte sie, vermittelt durch Karl Egon Ebert, in den Dioskuren. Außerdem hielt sie öffentliche Vorträge, etwa für den Deutschen Verein „Frauenfortschritt“ in Prag. 1898 veröffentlichte sie ein Werk über Sofja Kowalewskaja, die weltweit erste Professorin für Mathematik.  
Zednik-Zeldegg starb 1924 im Wiener Allgemeinen Krankenhaus und wurde in der Feuerhalle Simmering kremiert.

## Werke
- Sophie Kowalewsky, ein weiblicher Professor. Verlag des deutschen Vereines zur Verbreitung gemeinnütziger Kenntnisse, Prag 1898.
- Erzählungen. Verlag der Deutsch-Banater Volksbücher, Temesvar 1925.